# 瓦朗科涅
瓦朗科涅（法語：Valencogne，法語發音：[valɑ̃kɔɲ]）是法国伊泽尔省的一个市镇，属于拉图尔迪潘区。

## 地理
瓦朗科涅（45°29'57"N, 5°32'24"E）面积7.55 平方千米，位于法国奥弗涅-罗讷-阿尔卑斯大区伊泽尔省，该省份为法国东南部内陆省份，北起顺时针与安省、萨瓦省、上阿尔卑斯省、德龙省、阿尔代什省、卢瓦尔省和罗讷省。
与瓦朗科涅接壤的市镇（或旧市镇、城区）包括：沙西尼约、谢略、圣翁德拉、瓦勒德维里约、帕拉德吕湖村。

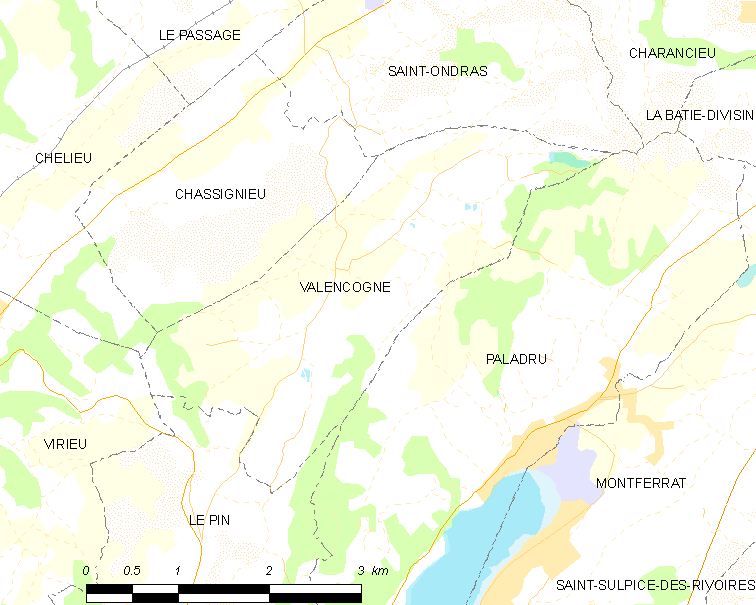
瓦朗科涅的OSM定位图

瓦朗科涅的时区为UTC+01:00、UTC+02:00（夏令时）。

## 行政
瓦朗科涅的邮政编码为38730，INSEE市镇编码为38520。

## 政治
瓦朗科涅所属的省级选区为大朗斯县。

## 人口

1962-2008年间瓦朗科涅人口变化图示

瓦朗科涅于2022年1月1日时的人口数量为681人。